# Királyhágó
Királyhágó (1899-ig Bucsa, románul Bucea) falu Romániában, Kolozs megyében.

## Fekvése
Bánffyhunyadtól 33 km-re északnyugatra, a Király-hágó alatt, Csucsától nyugatra, a Sebes-Körös jobb partján fekszik.

## Története
Királyhágó nevét 1808-ban említették először az oklevelek Bucsa néven.
Mivel korábban a Nagyvárad–Kolozsvári út Vársonkolyosig a Sebes-Körös völgyében haladt és a tavaszi áradások az utat veszélyeztették, 1780-tól Bucsától kezdve a hegynek felfelé Nagybáród irányába új utat építettek. II. József még trónörökös korában járt itt és az új utat az ő személyéhez kapcsolták. Más magyarázat szerint erre húzódott a királyi tulajdonban levő gyepűelve. A hágó magassága 582 m, az alatta található településen 1791-ben épült ortodox fatemplom található.
1851-ben Fényes Elek írta a településről: „...158 óhitű lakossal, anyatemplommal. Sovány kősziklás határ. Sok erdő. Birják Eördög és Bagossy családok.”
1910-ben 924 lakosából 78 magyar, 114 szlovák, 731 román volt. Ebből 136 római katolikus, 29 református, 725 görögkeleti ortodox volt.
A trianoni békeszerződésig Bihar vármegye Élesdi járásához tartozott, ekkor Magyarország és Erdély kapujaként emlegették.

## Nevezetességek
- Király-hágó

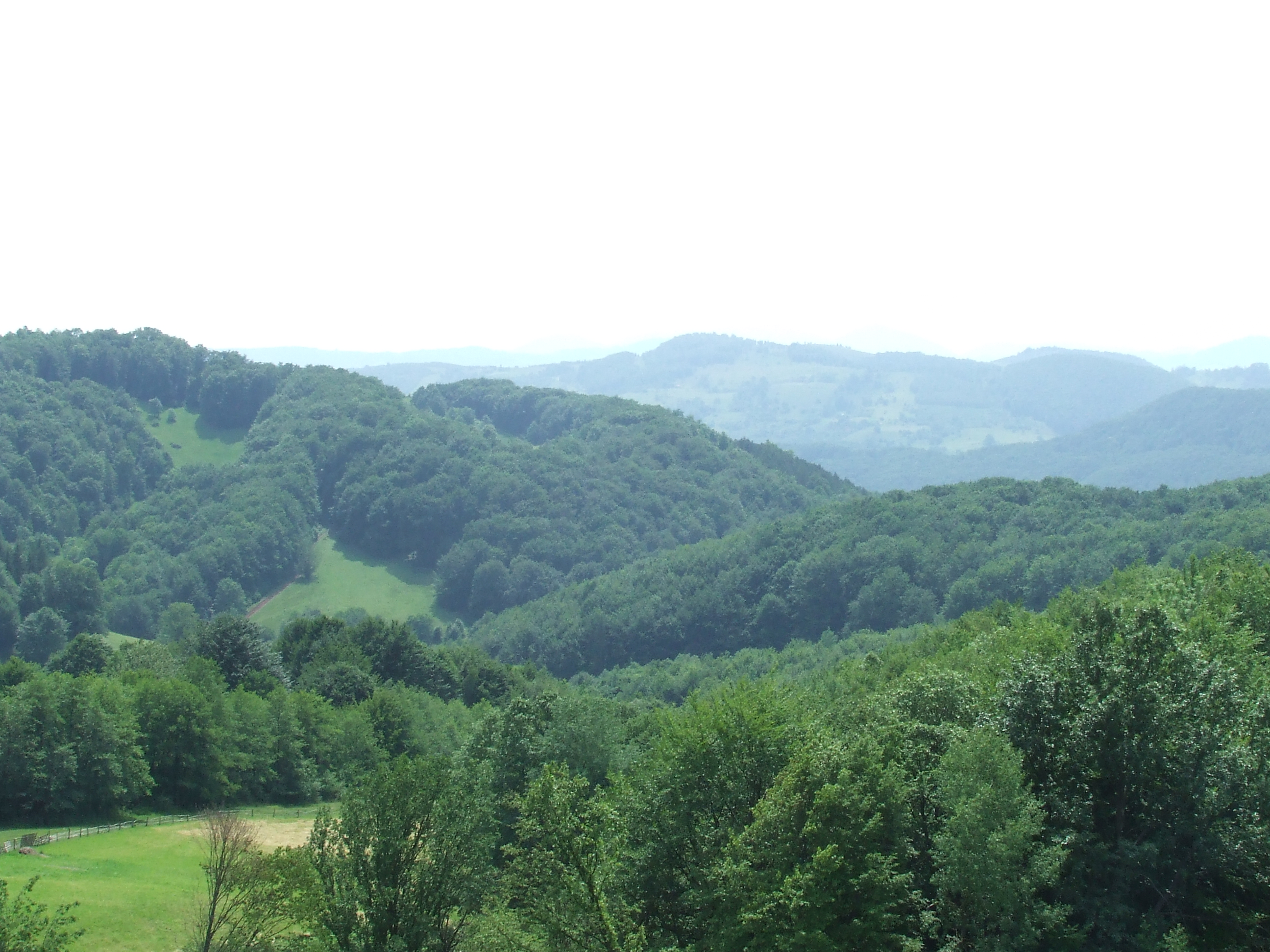
Királyhágói kilátás

- Görögkeleti (ortodox) fatemploma 1791-ben épült.